# Жіночий світ (Україна)
«Жіночий світ» — український суспільно-політичний та феміністський журнал. Заснований у 1998 році у Києві жіночим товариством ім. Олени Теліги.
Шеф-редакторка журналу — Ольга Кобець.

## Тематика
Тематика журналу різнопланова: висвітлює події у політичній, культурній, громадській та соціальній сферах, зокрема акцент зроблено на світовий і український жіночий рух, життя діячок української культури, лауреаток премії ім. Олени Теліги.
Значна увага приділяється ідеологічним проблемам, актуальним питанням участі України у міжнародних організаціях, підтримці прагнень України до євроатлантичної інтеграції, визнанню Голодомору зарубіжними країнами як геноциду української нації. Також піднімаються проблеми збереження української спадщини за кордоном.

## Рубрики
- «Жінка і суспільство»;
- «Колонка шеф-редактора»;
- «На вістрі часу»;
- «Жінка в політиці»;
- «Жінка у громадському житті»;
- «Жінка у мистецтві»;
- «Жінка в поезії»;
- «Міжнародні зв'язки»;
- «Діаспора: наші посестри»;
- «Жіночий рух України»;
- «Ґендерні студії»;
- «Репродуктивне здоров'я»;
- «Вісті з теренів»;
- «Почитаймо дітям»;
- «Українська кухня».